# Monika Böss

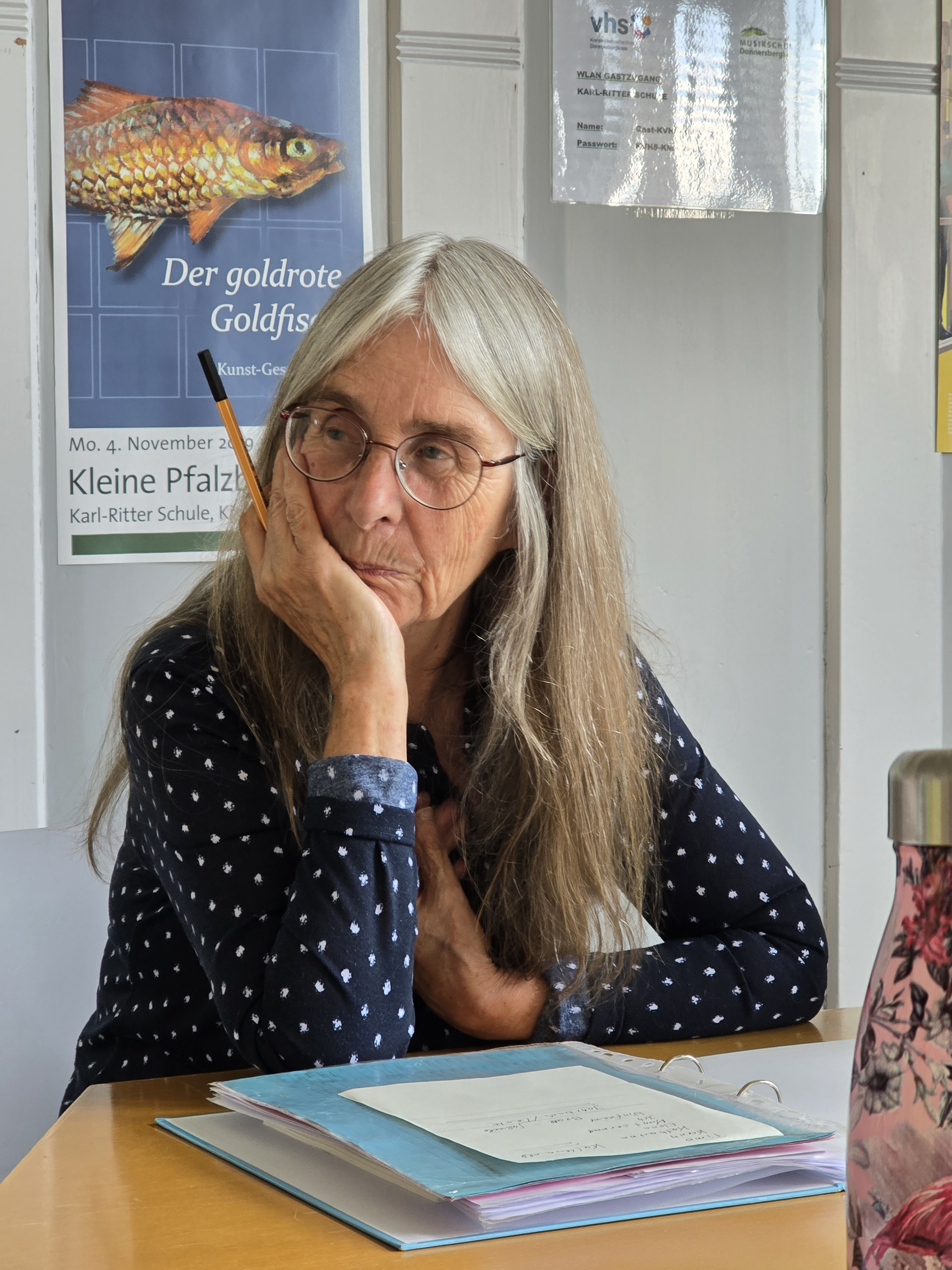
Monika Böss, 2025

Monika Katharina Böss (* 17. September 1950 in Bingen-Büdesheim) ist eine deutsche Autorin.

## Leben
Nach einer Verwaltungslehre studierte sie Mathematik und Sozialwissenschaften.
Seit den 1990er Jahren veröffentlicht Böss regelmäßig Romane und Erzählungen, die oft in Rheinhessen angesiedelt sind. Ihr literarisches Werk wurde mehrfach ausgezeichnet. So erhielt der Roman Marvins Bräute im Jahr 2003 den Martha-Saalfeld-Förderpreis, hinzu kommen mehrere Auszeichnungen auf Mundartwettbewerben wie etwa bei den Stockstadter Literaturtagen 2016.
Neben ihrer schriftstellerischen Arbeit ist Böss regelmäßig an der Organisation literarischer Projekte beteiligt, unter anderem 2001, 2003 und 2008 am jährlich stattfindenden Kultursommer Rheinland-Pfalz. Ebenfalls im Jahr 2003, 2009 und noch einmal 2016 gehörte sie zu den Planern der Rheinland-Pfälzischen Literaturtage in Ludwigshafen am Rhein, Bingen und Worms. Von 1995 bis 2009 leitete sie außerdem in Wachenheim an der Weinstraße die Literaturgruppe Wachtenburg.
Böss ist im Vorstand des Verbands Deutscher Schriftsteller (VS) Rheinland-Pfalz vertreten und seit November 2017 Mitglied des Landesmedienrates Rheinland-Pfalz. Sie ist zudem Mitglied im Literarischen Verein der Pfalz und im Donnersberger Literaturverein.
Sie lebt in Mörsfeld.

## Auszeichnungen
- 1994: Preis des Letzeburger Schriftstellerverbandes, Luxemburg
- 1999: Worms-Story Preis
- 2003: Preis der Kulturstiftung des Landkreises Mainz-Bingen
- 2005: Preis der Kulturstiftung des Landkreises Mainz-Bingen
- 2003: Martha-Saalfeld-Förderpreis des Landes Rheinland-Pfalz
- 2006: Preis der Volkshochschule Südwestpfalz
- 2010: 1. Preis der VHS Südwestpfalz
- 2022: 2. Preis Lotto Kunstpreis Rheinland-Pfalz[3][4]

## Werke
Romane
- Und als ein Jahr vergangen. Gollenstein, Blieskastel 1998, ISBN 3-930008-74-2
- Hemshof-Blues. Rhein-Mosel-Verlag, Bridel/Mosel 1999, ISBN 3-89801-105-4
- Marvins Bräute. Wiesenburg-Verlag, Schweinfurt 2005, ISBN 3-937101-54-3
- Wenn die schönen Mädchen sterben. Shaker Media, Aachen 2009, ISBN 978-3-86858-191-1
- Tante Gretel - oder Die wundersame Tadellosigkeit. E. Humbert Verlag. Neu-Bamberg 2016, ISBN 978-3-939285-16-8
- Rheinhessen - vun de Hiwwel niwwer zum Rhoi. Wartberg Verlag, 2017, ISBN 978-3-8313-2972-4
- Geistergeflüster – oder Die Nachtseite des hohen Donnersberges. Shaker Media, Düren 2022, ISBN 978-3-95631-891-7

### Kurzgeschichten und Erzählungen
- Das Jubiläum. cjm-Verlag, Speyer 1994, ISBN 3-929015-25-0
- Krautrübenkönigin. Wiesenburg-Verlag, Schweinfurt 2002, ISBN 3-932497-73-2
- Landauswärts. Iatros-Verlag, Dienheim 2007, ISBN 978-3-937439-43-3
- Idyllen und andere Stolpersteine. Leinpfad-Verlag, Ingelheim 2010, ISBN 978-3-942291-12-5
- SchreibOrte - wo Literatur entsteht. Rhein-Mosel-Verlag, Bridel/Mosel 2014.
- Weihnachtsgeschichten aus Rheinhessen. Wartberg Verlag, Gudensberg 2016, ISBN 978-3-8313-2933-5
- Dunkle Geschichten aus Rhein-Main. Wartberg 2019, ISBN 978-3-8313-3266-3

### Biografien
- Starke Frauen in Rhein-Main. Wartberg 2019, ISBN 978-3-8313-3248-9

### Herausgeber
- A – wie arbeitslos. Fischer Taschenbuch Verlag, Frankfurt 1987. ISBN 978-3-596-25282-4
- Löwin sucht. Gipfelbuch-Verlag, Waldsolms/Brandoberndorf 2004, ISBN 978-3-937591-11-7
- Eltern haften für ihre Kinder. Gipfelbuch-Verlag, Waldsolms/Brandoberndorf 2008, ISBN 978-3-937591-54-4
- Erinnerungen an Susanne Faschon (Hg. für den Donnersberger Literaturverein). GTS, Kirchheimbolanden 2015, ISBN 978-3-926306-72-2